# Бородаевский, Валериан Валерианович
Валериа́н Валериа́нович Бородае́вский (12 [24] декабря 1874, по другим данным 1 [13] января 1875 — 16 мая 1923) — русский поэт Серебряного века.

## Биография
Будущий поэт родился в селе Кшень Тимского уезда Курской губернии (теперь Советского района Курской области) в семье помещика. Род Бородаевских занесён в родословные книги как древний русский дворянский род. Дед Валериана Осип Осипович был героем Отечественной войны 1812 года, отец Валериан Осипович — директором Курской мужской гимназии, гласным Тимского уездного земского собрания, дядя Сергей Осипович — художником. У Валериана было четверо братьев, все они избрали военную стезю и успешно по ней продвигались.
Валериан окончил Курское реальное училище, затем Петербургский горный институт (учился в 1894—1900 гг.). Работал на шахтах Донбасса, затем фабричным инспектором в Пабьянице (ныне Польша) и Самаре, где познакомился с Алексеем Толстым, после чего решил посвятить свою жизнь литературе.
В 1905 году Бородаевский женился в Москве на Маргарите Андреевне Князевой, классной даме Елисаветинской гимназии. Она сыграла в судьбе мужа важную роль, полностью разделяя его взгляды.
С конца 1908 года Бородаевский оставил деятельность инженера и поселился в имении Петропавловка Тимского уезда Курской губернии (теперь деревня Советского района Курской области).
Вскоре Бородаевский уехал в Петербург, где в 1909 году издал за свой счёт сборник стихов «Страстные свечи». В столице Бородаевский встретился с Вячеславом Ивановым, дружба с которым длилась много лет. В том же 1909 году Иванов в собственном издательстве «Оры» издал сборник Бородаевского «Стихотворения. Элегии. Оды. Идиллии» со своим предисловием. Бородаевский вошёл в круг петербургских поэтов, часто бывал в знаменитой «башне» Иванова, где познакомился с Анной Ахматовой, Николаем Гумилёвым, Андреем Белым, Фёдором Сологубом, Александром Блоком и другими поэтами.
В 1912—1914 годах Бородаевский жил то в Петербурге, то в Петропавловке (в гостях у него бывали Вячеслав Иванов и Юрий Верховский), то за границей — в Италии, Германии. За границей поэт встречался с антропософом Рудольфом Штайнером и, видимо, принял часть его взглядов. Возможно, что в дальнейшем учение Штайнера отрицательно повлияло на характер Бородаевского: в последние годы жизни, особенно при Советской власти, он стал замкнутым, малообщительным.
В 1914 году в московском издательстве «Мусагет» вышла книга стихов Бородаевского «Уединённый дол» (в первом варианте озаглавлена «На лоне родимой земли», автор заменил обложку в уже отпечатанном тираже). В этом сборнике, по выражению Сергея Городецкого, поэт «борется с создавшей его школой — символизмом — и преодолевает его».
В 1917 году поэт развивает в Курске бурную политическую деятельность, приветствуя Февральскую революцию, но постепенно его пыл угасает: душа поэта не приемлет новой власти. Такова же его реакция и на Октябрьскую революцию, после которой он уехал в Киев, где работал чиновником в разных учреждениях. В апреле 1919 года Бородаевский возвратился в Курск и с середины мая устроился инженером в транспортно-материальный отдел Курского СНХ. Поэт работал в разных областях народного хозяйства, а в мае — июне 1920 года был делопроизводителем во 2-м сыпнотифозном лазарете, так как там давали паёк.
Бородаевский принимал участие в работе Союза поэтов, который был создан в Курске в марте 1920 года, занимался с молодыми поэтами техникой стихосложения. Состоялись поэтические вечера с их участием, они печатались в местных журналах «Народное просвещение», «Культура и искусство». О курском Союзе поэтов положительно отозвался Валерий Брюсов. В 1921 году Бородаевский выступил в Курске на вечере, посвящённом памяти Александра Блока (в 1980 году его речь напечатана в московском альманахе «День поэзии»).
Тяжёлый психический недуг осложнил последние годы поэта. Умер Валериан Бородаевский в Курске. Похоронен на Никитском кладбище. Позже туда была перенесена урна с прахом его жены.
В 2006 году в издательстве Курского государственного университета вышла книга Юрия Бугрова «К уединённому долу», рассказывающая о жизни и творчестве Валериана Бородаевского. Собрание сохранившихся стихотворений Бородаевского увидело свет в 2011 г. в Москве.

## Творчество
Творчество Бородаевского относится к неоклассическому течению, сложившемуся в рамках символизма в эпоху его кризиса и распада, когда пафос новаторства сменился пафосом преемственности. Поэт часто обращался к философско-религиозным поискам. В послеоктябрьских стихах он сочетал с символической расплывчатостью и многозначностью элементы акмеистской изобразительности — «вещности».
Стихотворения из цикла «За решеткой», написанные Бородаевским в начале 1920-х годов, настолько лишены примет времени, что подчас непонятно, о какой жизни в них идет речь: о советской или дореволюционной. В рукописях сохранились некоторые философские статьи Бородаевского.